# Jayne Mansfield
Jayne Mansfield, nata Vera Jayne Palmer (Bryn Mawr, 19 aprile 1933 – Slidell, 29 giugno 1967), è stata un'attrice e showgirl statunitense. Sex symbol celebre per la sua capigliatura biondo platino e per il suo fisico prorompente, raggiunse la fama negli anni cinquanta seguendo — anche sulle pagine di Playboy — la scia delle pin-up aperta da Marilyn Monroe, sua grande rivale.
Per i suoi primi ruoli, la Mansfield venne scritturata dalla 20th Century Fox come rimpiazzo per la Monroe nel suo periodo peggiore. Tuttavia, non riuscì pienamente ad affermarsi a Hollywood: dopo aver recitato in ruoli importanti in alcune grandi produzioni, finì per comparire in melodrammi indipendenti a basso costo e commedie, molti dei quali girati in Europa, e a esibirsi nei nightclub, prima della sua scomparsa a 34 anni.

## Biografia

### Primi anni
Figlia unica dell'avvocato Herbert William Palmer e di Vera Jeffrey, i suoi antenati erano immigrati dall'Inghilterra, mentre la nonna paterna aveva origini tedesche. Quando Jayne aveva appena tre anni suo padre morì di infarto. Per mantenere se stessa e la figlia, la madre iniziò a lavorare come maestra di scuola e nel 1939 si risposò con Harry Lawrence Peers. La famiglia si trasferì dal New Jersey a Dallas, nel Texas, dove Jayne a sette anni imparò a suonare il violino, esibendosi in strada per i passanti. Ben presto maturò il desiderio di diventare attrice.
Nel 1950, all'età di 17 anni, si sposò con Paul Mansfield; le sue aspirazioni di carriera dovettero essere temporaneamente accantonate per la nascita della sua prima figlia, Jayne Marie Mansfield, l'8 novembre 1950. Si trasferì quindi a Austin con il marito, studiò teatro e fisica alla Università del Texas; a Dallas incontrò Baruch Lumet, padre del regista Sidney Lumet, che decise di aiutarla e la prese sotto la sua protezione: Jayne frequentò le sue lezioni di recitazione al Dallas Institute of the Performing Arts, da lui fondato. Il 22 ottobre 1953 fece la sua prima apparizione su un palcoscenico in una produzione di Morte di un commesso viaggiatore di Arthur Miller.
Mentre era ancora in Texas, si aggiudicò numerosi concorsi di bellezza, come "Miss Photoflash", "Miss Magnesium Lamp" e "Miss Fire Prevention". Ma Jayne affermava di avere anche un elevato quoziente d'intelligenza (per l'esattezza aveva un Q.I. di 162; a titolo di confronto Einstein aveva un Q.I. di 160), parlava cinque lingue e, oltre al violino, suonava anche il pianoforte e aveva una solida conoscenza delle opere di William Shakespeare: tuttavia, in seguito, dovette ammettere che non erano le sue capacità intellettuali a interessare il suo pubblico, bensì la sua sensuale, procace e provocante bellezza.

### Il debutto cinematografico e il successo

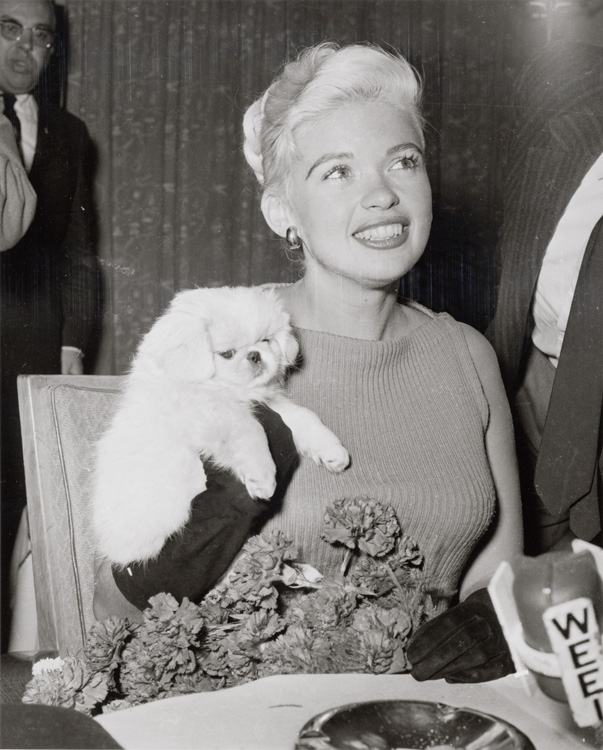
Jayne Mansfield nel 1957

Paul Mansfield credeva che la nascita della loro figlia avrebbe scoraggiato la moglie dal proseguire con il tentativo di sfondare nel cinema, ma non fu così. Nel 1954 accettò di trasferirsi con lei a Los Angeles per favorirne le ambizioni di carriera. Mentre si arrangiava facendo vari lavori, tra cui la vendita di dolci in un cinema, Jayne riprese gli studi di teatro all'Università della California.
La sua carriera cinematografica iniziò con piccoli ruoli in film come L'adescatrice (1954) e Tempo di furore (1955), diretto da Jack Webb. Nel febbraio 1955 fu la playmate del mese sulla rivista Playboy, per la quale avrebbe posato altre volte negli anni successivi. Si esibì a Broadway nella commedia di George Axelrod Will Success Spoil Rock Hunter? (1955), e per la sua interpretazione fu premiata con il Theatre World Award nel 1956.
Di ritorno a Hollywood, ebbe il suo primo ruolo importante nella commedia musicale Gangster cerca moglie (1956) di Frank Tashlin. Il 3 maggio 1956 firmò un contratto con la 20th Century Fox. Il suo primo ruolo drammatico fu nel film Fermata per 12 ore (1957), con il quale cercò di scrollarsi di dosso l'immagine di oca bionda su cui la pubblicità puntava e di affermarsi come attrice impegnata. Il film, che ottenne un discreto successo al botteghino, era un adattamento del romanzo La corriera stravagante di John Steinbeck e nel cast figuravano anche Dan Dailey e Joan Collins. Riprese quindi il ruolo di Rita Marlowe nel film La bionda esplosiva (1957), versione cinematografica della commedia Will Success Spoil Rock Hunter?, a fianco di Tony Randall e Joan Blondell.

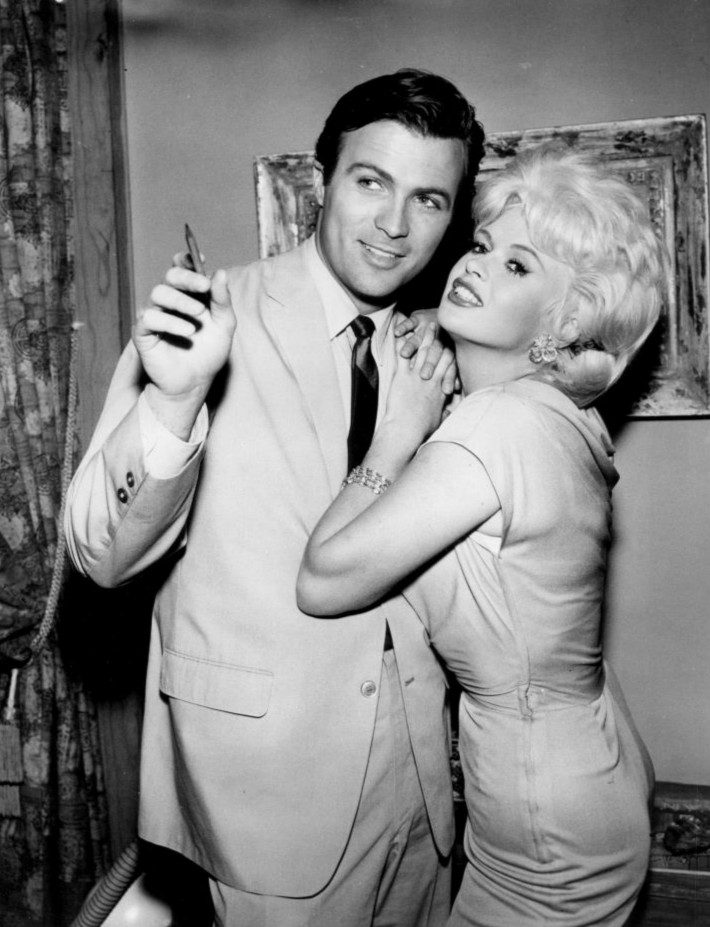
Jayne Mansfield con Barry Coe nel 1962

Un altro ruolo importante fu nel film Baciala per me (1957), dove recitava assieme a Cary Grant, film che tuttavia non ebbe successo. Fu l'ultimo ruolo in una grande produzione hollywoodiana, sebbene la popolarità dell'attrice rimanesse immutata. Le venne infatti offerto il ruolo di protagonista in Una strega in paradiso con James Stewart, ma dovette rinunciarvi perché era incinta.

### Gli ultimi anni
Alla fine degli anni cinquanta le offerte di ruoli significativi si fecero rare per Jayne Mansfield, che ripiegò allora su film a basso costo, che puntavano a esibire il suo fisico più che a valorizzare le sue qualità di attrice. Nel 1959, nel frattempo, si era risposata con Mickey Hargitay, un culturista di origini ungheresi, ex Mister Universo nel 1955. L'attrice apparve in Londra a mezzanotte (1960) di Terence Young con Karlheinz Böhm, quindi il produttore e sceneggiatore Tommy Noonan la convinse a diventare la prima star di Hollywood ad apparire nuda nel film Promises! Promises! (1963): la pellicola destò scandalo (a Cleveland venne addirittura bandita), ma ebbe un enorme successo commerciale.
Jayne Mansfield lavorò nel 1962 anche in Italia in uno sketch di Carosello, accanto al suo secondo marito Mickey Hargitay, e nella commedia L'amore primitivo (1964) con Franco Franchi e Ciccio Ingrassia.

### Espedienti pubblicitari

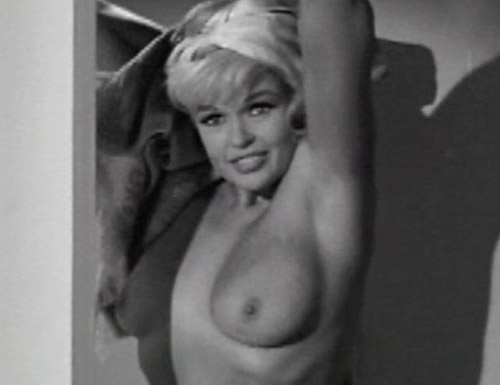
Jayne Mansfield nuda in Promises! Promises! (1963)

All'apice della carriera, verso la fine degli anni cinquanta, Jayne Mansfield iniziò ad attirare su di sé molta pubblicità per la sua tendenza a mostrare il seno in una serie di provocanti "incidenti" apparentemente fortuiti, ma in realtà attentamente studiati a uso dei fotografi e a scopo pubblicitario: tali espedienti risultarono negativi per i dirigenti della Fox, ma non per il pubblico di sesso maschile, che ammirava il fisico formoso e seducente dell'attrice.
È rimasto famoso lo scatto che la ritrae accanto a Sophia Loren in una cena per onorare l'attrice italiana nell'aprile 1957: la Loren, perplessa, guarda di sottecchi con un certo stupore l'attrice statunitense seduta accanto a lei che, sporgendosi verso il fotografo, mostra "inavvertitamente" un capezzolo e molti giornalisti condannarono questo comportamento. Lo stilista di moda Richard Blackwell, che curava il suo guardaroba (e che fu il disegnatore di moda anche per Jane Russell, Dorothy Lamour, Peggy Lee e Nancy Reagan), la eliminò dalla sua clientela a causa di questo suo comportamento.
Durante tutta la sua carriera, Jayne Mansfield fu messa a confronto con la sua grande rivale Marilyn Monroe, la bionda più famosa della storia del cinema; dopo la morte di quest'ultima, nel 1962, la Mansfield non riuscì a prenderne il posto: le venivano offerti pochi ruoli e la presunta pubblicità negativa che si era procurata portò la Fox a non rinnovarle il contratto. Nonostante l'atteggiamento negativo dei dirigenti della Fox, con le esibizioni dal vivo nei nightclub, la sua popolarità si manteneva sempre al massimo livello, quindi l'attrice poteva continuare a chiedere cifre altissime; spesso si esibiva assieme al secondo marito Hargitay.

### La morte

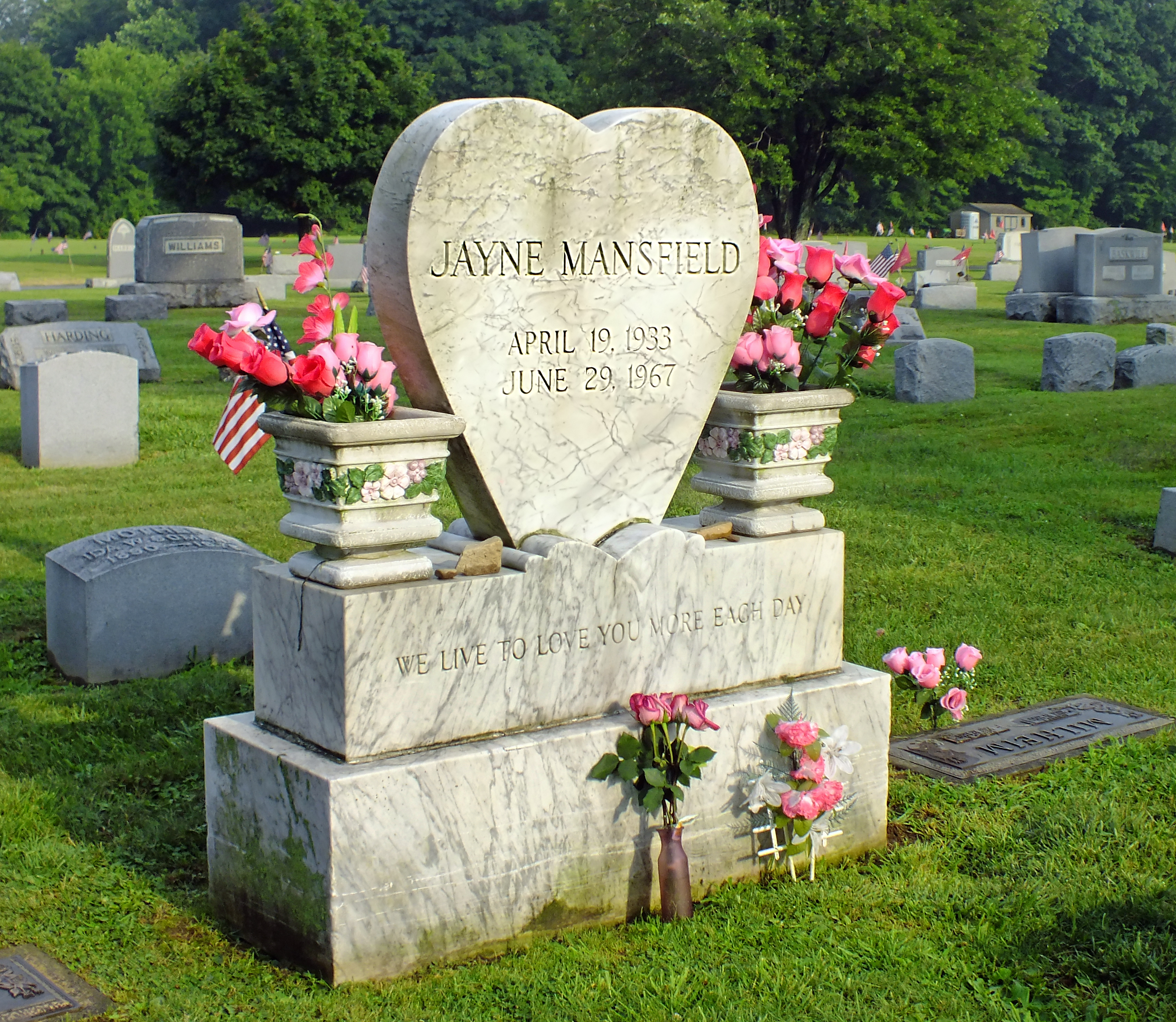
La tomba di Jayne Mansfield: in essa si legge l'epitaffio "Viviamo per amarti ogni giorno di più"

Nel 1967 Jayne Mansfield si divideva fra un tour nei nightclub del sud degli Stati Uniti e il lavoro nel film Single Room Furnished, diretto dall'ultimo marito, Matt Cimber, anche se, quando si separò da Cimber, la lavorazione del film venne sospesa. Jayne iniziò allora una relazione con Sam Brody, l'avvocato che seguiva la sua pratica di divorzio. L’attrice faticava sempre più a trovar lavoro e uno degli ultimi film di un certo successo lo aveva girato in Italia nel 1960, Gli amori di Ercole, diretto da Carlo Ludovico Bragaglia. Suppliva alla mancanza di proposte di lavoro con le serate nei night, esibendosi come ballerina, cantante, persino come comica raccontando barzellette, in spettacoli sempre più piccanti con abiti succinti e trasparenti. L'attrice, che aveva sognato di diventare una diva come Marilyn Monroe, doveva accontentarsi delle piccole emittenti locali, poiché da tempo le grandi reti televisive non si occupavano più di lei. Una serie fittissima d'impegni la obbligava quindi a rapidi e frequenti spostamenti.
La sera del 28 giugno 1967 aveva partecipato a uno spettacolo in un ristorante-night, il Gus Stevens Supper Club di Biloxi, nel Mississippi, terminato poco prima della mezzanotte. L'indomani, a mezzogiorno, doveva essere a New Orleans per una ripresa televisiva programmata con un'emittente locale per annunciare altri suoi spettacoli in zona. L'avvocato Brody noleggiò quindi un'auto di rimessa per partire subito dopo lo spettacolo, nel cuore della notte. Al volante della Buick Electra c'era un autista di vent'anni, Ronnie Harrison. Sul sedile anteriore, al centro, l'avvocato; sulla destra era seduta Jayne, che aveva in braccio i due inseparabili cagnolini chihuahua, Popeicle e Monaicle; il sedile posteriore era invece riservato al sonno di Miklos, Zoltan e Mariska, i tre figli di 8, 6 e 3 anni, nati dal secondo matrimonio con Hargitay, che seguivano quasi sempre la mamma nelle sue tournée.
All'1:15, sulla Highway 190 a Slidell, avvenne il tragico scontro. Allo sbocco di una curva, l'autista si trovò davanti un autocarro del servizio per la disinfestazione anti-malarica, che aveva rallentato l'andatura per spargere i suoi liquidi tossici su uno sciame di zanzare. Nello scontro, violentissimo, l'auto venne ridotta a un ammasso di lamiere. L'autista, l'avvocato Brody, Jayne e i suoi due cagnolini morirono sul colpo, mentre i tre bambini che dormivano dietro rimasero miracolosamente illesi: solo un braccio rotto per Miklos e qualche contusione per gli altri. Ebbe ampia diffusione la voce che l'attrice nell'impatto fosse rimasta decapitata (la testa di Jayne, con i suoi lunghissimi capelli biondi, sarebbe stata falciata, finendo a un paio di metri dalla carcassa dell'auto), versione successivamente messa in discussione e ritenuta solo una leggenda metropolitana. 
Il funerale dell'attrice ebbe luogo il 3 luglio 1967, a Pen Argyl, Pennsylvania e la sua salma fu inumata al Fairview Cemetery della medesima città.

## Vita privata

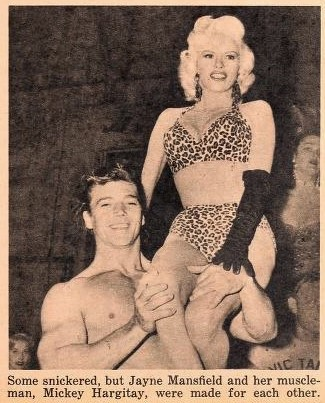
Jayne Mansfield con il secondo marito Mickey Hargitay nel 1955

Jayne Mansfield si sposò tre volte: con Paul Mansfield (10 maggio 1950 - 1958), dal quale ebbe la figlia Jayne-Marie (8 novembre 1950); con Miklós Hargitay (13 gennaio 1958 - 1964), dal quale ebbe Miklós Jeffrey (21 dicembre 1958), Zoltan Anthony (1º agosto 1960) e Mariska Magdolna (23 gennaio 1964); con Matt Cimber (24 settembre 1964 - 1966), dal quale ebbe Antonio Raphael Ottaviano (18 ottobre 1965).
Ebbe inoltre una relazione con il produttore italiano Enrico Bomba e le venne attribuito un gran numero di amanti, fra cui Robert Kennedy, attori come Red Buttons, Stuart Whitman, Bobby Darin, Tony Curtis, Robert Wagner, John Wayne, Dean Martin, Tom Tryon, Burt Reynolds, Nicholas Ray, Jeffrey Hunter, Peter Lawford, Nelson Sardelli e altri.
Nel novembre 1957, assieme al secondo marito Hargitay, acquistò una villa da quaranta stanze sul Sunset Boulevard a Beverly Hills, battezzandola il "Palazzo Rosa" (Pink Palace): il colore dominante era il rosa, con piccoli Cupido circondati da luci rosa fluorescenti, tappetini rosa nei bagni, una vasca da bagno a forma di cuore e una fontana che sprizzava champagne rosato. Hargitay, che prima di divenire culturista era stato idraulico e muratore, costruì personalmente la famosa piscina rosa a forma di cuore.

## Nella cultura di massa
- Mariska Hargitay, figlia minore di Jayne Mansfield e del secondo marito Mickey (Miklos) Hargitay, è l'attrice protagonista del serial Law & Order - Unità vittime speciali: interpreta il ruolo dell'agente Olivia Benson. In un episodio le viene comunicata la morte di sua madre, commentando lei come quest'ultima, al pari di sua madre Jayne, fosse dedita all'alcool.
- La morte di Jayne Mansfield è uno dei temi centrali del film Crash (1996), in cui uno dei personaggi ricrea l'incidente con tanto di travestimento femminile morendo con il suo cane, esattamente come quello dell'attrice.
- La rock band giapponese The 5.6.7.8's ha scritto una canzone intitolata I Walk Like Jayne Mansfield, presente nel film Kill Bill: Volume 1 di Quentin Tarantino.
- Jayne Mansfield e la sua tragica morte sono il soggetto del singolo dei Siouxsie and the Banshees Kiss Them for Me, dall'album Superstition (1991).
- Jayne Mansfield fu la prima attrice di successo a comparire totalmente nuda in un film della grande distribuzione hollywoodiana (Promises! Promises!).
- Nel film A Wong Foo, grazie di tutto! Julie Newmar (1995), Vida Boheme, il personaggio interpretato da Patrick Swayze, nel provare l'auto usata che sta per comprare commenta: "Mi sento come Jayne Mansfield in questa auto".
- Lo stabilimento Innocenti scelse l'attrice per fare da testimonial alla presentazione della nuova Lambretta IIIa serie. In quell'occasione l'attrice chiese la possibilità di avere una Lambretta tutta dorata da utilizzare personalmente a Hollywood in California. Questa speciale Lambretta 175 TV IIIa serie venne realizzata all'interno dello stabilimento Innocenti, ma non venne mai consegnata a causa della prematura scomparsa dell'attrice, e rimase per più di 25 anni dentro ad una scatola di legno color verde.
- Nel 1987 Freddie Mercury la menziona nel video promo The Great Pretender, alludendo alle forme procaci procurate con il suo travestimento.
- Nel 1989 il gruppo degli L.A. Guns le dedicò la canzone The Ballad of Jayne.
- Nel 1990, la band cyberpunk degli Sigue Sigue Sputnik pubblicò la canzone Hey Jane Mansfield Superstar.
- Nel 2004, appare in uno dei suoi filmati di repertorio, in una breve scena del film Una teenager alla Casa Bianca, diretto dal regista Forest Whitaker.
- Nel 2012, Carlo Lucarelli dedica a Jayne Mansfield una puntata del suo radiodramma Dee Giallo in onda su Radio Deejay.

## Filmografia

### Cinema

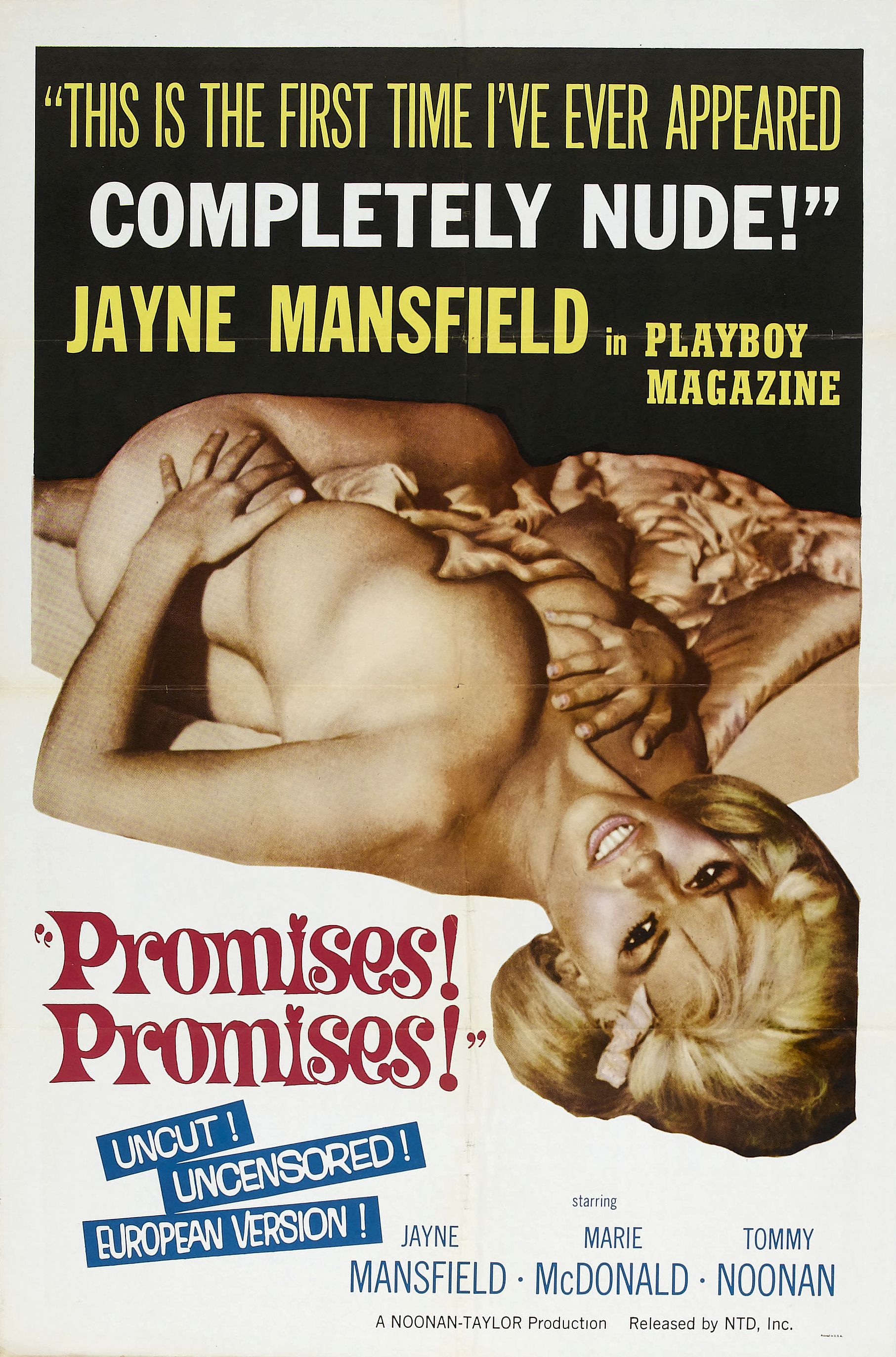
Locandina di Promises! Promises! (1963)

- Tempo di furore (Pete Kelly's Blues), regia di Jack Webb (1955)
- Voi assassini (Illegal), regia di Lewis Allen (1955)
- La baia dell'inferno (Hell on Frisco Bay), regia di Frank Tuttle (1955)
- L'adescatrice (Female Jungle), regia di Bruno VeSota (1956)
- Gangster cerca moglie (The Girl Can't Help It), regia di Frank Tashlin (1956)
- Fermata per 12 ore (The Wayward Bus), regia di Victor Vicas (1957)
- Lo scassinatore (The Burglar), regia di Paul Wendkos (1957)
- La bionda esplosiva (Will Success Spoil Rock Hunter?), regia di Frank Tashlin (1957)
- Baciala per me (Kiss Them for Me), regia di Stanley Donen (1957)
- La bionda e lo sceriffo (The Sheriff of Fractured Jaw), regia di Raoul Walsh (1958)
- Londra a mezzanotte (Too Hot to Handle), regia di Terence Young (1960)
- Le rotaie della morte (The Challenge), regia di John Gilling (1960)
- Gli amori di Ercole, regia di Carlo Ludovico Bragaglia (1960)
- Testa o croce (The George Raft Story), regia di Joseph M. Newman (1961)
- Lykke og Krone (1962) (documentario)
- Accadde in Atene (It Happened in Athens), regia di Andrew Marton (1962)
- Promises! Promises!, regia di King Donovan (1963)
- Heimweh nach St. Pauli, regia di Werner Jacobs (1963)
- L'amore primitivo, regia di Luigi Scattini (1964)
- Panic Button... Operazione fisco! (Panic Button), regia di George Sherman, Giuliano Carnimeo (1964)
- La morte vestita di dollari (Einer Frisst den anderen), regia di Ray Nazarro, Gustav Gavrin (1964)
- The Las Vegas Hillbillys, regia di Arthur C. Pierce (1966)
- The Fat Spy, regia di Joseph Cates (1966)
- Single Room Furnished, regia di Matt Cimber (1967)
- Una guida per l'uomo sposato (A Guide for the Married Man), regia di Gene Kelly (1967)
- Folli notti a Las Vegas (Spree), regia di Mitchell Leisen - documentario (1967)
- Mondo Hollywood - documentario (1967)
- The Wild, Wild World of Jayne Mansfield - documentario (1967)

### Televisione
- Follow the Sun – serie TV, episodio 1x21 (1962)
- L'ora di Hitchcock (The Alfred Hitchcock Hour) – serie TV, episodio 1x12 (1962)
- La legge di Burke (Burke's Law) – serie TV, episodio 1x26 (1964)

### Film e documentari su Jayne Mansfield
- Le dee dell'amore (The Love Goddesses), documentario di Saul J. Turell - filmati di repertorio (1965)
- La ballata del piacere (The Wild, Wild World of Jayne Mansfield), documentario diretto da Arthur Knight, Charles W. Broun Jr. e Joel Holt (1970)
- La storia di Jayne Mansfield (The Jayne Mansfield Story), regia di Dick Lowry - film TV (1980)
- My Mom Jayne, A Film By Mariska Hargitay, documentario di Mariska Hargitay (2025)

## Riconoscimenti
- Golden Globe
  - 1957 – Migliore attrice debuttante per Gangster cerca moglie

- Hollywood Walk of Fame
  - 1960 – Stella

## Doppiatrici italiane
- Rosetta Calavetta in: Baciala per me, Gangster cerca moglie, La bionda esplosiva, Fermata per 12 ore, La bionda e lo sceriffo, Panic Button... Operazione fisco!
- Micaela Giustiniani in: Voi assassini
- Lydia Simoneschi in: Gli amori di Ercole
- Mirella Pace in: L'amore primitivo
- Fiorella Betti in: Una guida per l'uomo sposato